# Jean Chambige
Pour les articles homonymes, voir Chambige.
 (janvier 2010).
 (octobre 2020).
Jean Chambige est un architecte français du XVIe siècle, qu'on a cru à tort Italien[réf. nécessaire].
Il continua l'aile du Louvre qui longe la Seine et qu'avait commencée Jean Bullant. Il n'est connu que par la mention qu'en fait Sauvai. Sa statue est une de celles qui décorent la façade des nouveaux bâtiments du Louvre donnant sur le Carrousel.

## Sources
Cet article comprend des extraits du Dictionnaire Bouillet. Il est possible de supprimer cette indication, si le texte reflète le savoir actuel sur ce thème, si les sources sont citées, s'il satisfait aux exigences linguistiques actuelles et s'il ne contient pas de propos qui vont à l'encontre des règles de neutralité de Wikipédia.